# Cherish the Ladies

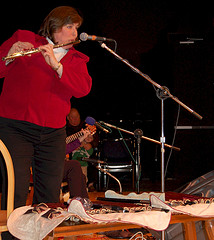
Joanie Madden treedt op met Cherish the Ladies

Cherish the Ladies is een Iers-Amerikaanse folkgroep die in 1985 in New York werd opgericht. De leidster Joanie Madden speelt fluit, tin whistle en is zangeres. De naam Cherish The Ladies is de titel van een Iers lied dat op een album van de The Chieftains (Chieftains 4) te horen is. 
Joanie Madden, van Ierse afkomst, werd All-Ireland Champion op de tin whistle in 1984. Enige tijd speelde Winifred Horan viool bij Cherish the Ladies en Folkband Solas. De band heeft getoerd in de Verenigde Staten, Zuid-Amerika, het Verenigd Koninkrijk en Europa. Als gasten hebben zij ontvangen: Arlo Guthrie, Tom Chapin, Pete Seeger, Eric Weissberg, Matt Molloy en The Clancy Brothers.
Roisin Dillon is geboren in Belfast, Noord-Ierland en woont nu in de Verenigde Staten.

## Huidige leden van de groep
- Joanie Madden
- Mary Coogan
- Heidi Talbot
- Mirella Murray
- Roisín Dillon

## Voormalige leden
- Marie Reilly
- Mary Rafferty
- Donna Long
- Siobhan Egan
- Aoife Clancy
- Winifred Horan
- Cathie Ryan
- Maureen Doherty Macken
- Liz Knowles
- Eileen Ivers

## Discografie
- Cherish the Ladies  (1985)
- 'The Back Door (1992)
- Out and About(1993)
- New Day Dawning (1996)
- Live  (1997)
- One and All: The Best of Cherish the Ladies (1998)
- Threads of Time (1998)
- At Home (1999)
- The Girls Won't Leave the Boys Alone (2001)
- On Christmas Night (2004)
- Woman of the House (2005)